# Rudolf Vrána
Rudolf Vrána (ur. 14 lipca 1910, zm. 27 lutego 1983) – czechosłowacki narciarz. Olimpijczyk i uczestnik mistrzostw świata.
Vrána wziął udział w Zimowych Igrzyskach Olimpijskich 1936 w Garmisch-Partenkirchen, plasując się na 26. miejscu w konkursie kombinatorów norweskich.
Dwukrotnie brał udział w rywalizacji skoczków narciarskich na mistrzostwach świata seniorów – w 1929 w Zakopanem, gdzie oddał skoki na odległość 48 i 46,5 metra, ale nie został sklasyfikowany oraz w 1931 w Oberhofie, gdzie zajął 15. miejsce (skoki na odległość 45 i 47 metrów).
W 1937 wziął udział w rywalizacji biegaczy narciarskich na mistrzostwach świata seniorów, plasując się, wraz z czechosłowackim zespołem (w składzie Cyril Musil, Gustav Berauer, Rudolf Vrána i František Šimůnek), na 5. pozycji w sztafecie 4 × 10 km.
Vrána zajął 2. miejsce w międzynarodowym konkursie Mistrzostw Polski w Skokach Narciarskich 1931.